# Pyrenestes
A Pyrenestes  a madarak osztályának verébalakúak (Passeriformes) rendjébe és a díszpintyfélék (Estrildidae) családjába tartozó nem.
Az ide tartozó fajok Afrikában élnek.

## Rendszerezés
A nembe az alábbi 3 faj tartozik:
- karmazsinasztrild (Pyrenestes sanguineusi)
- bíborasztrild (Pyrenestes ostrinus)
- kis bíborasztrild (Pyrenestes minor)